# Sclérote

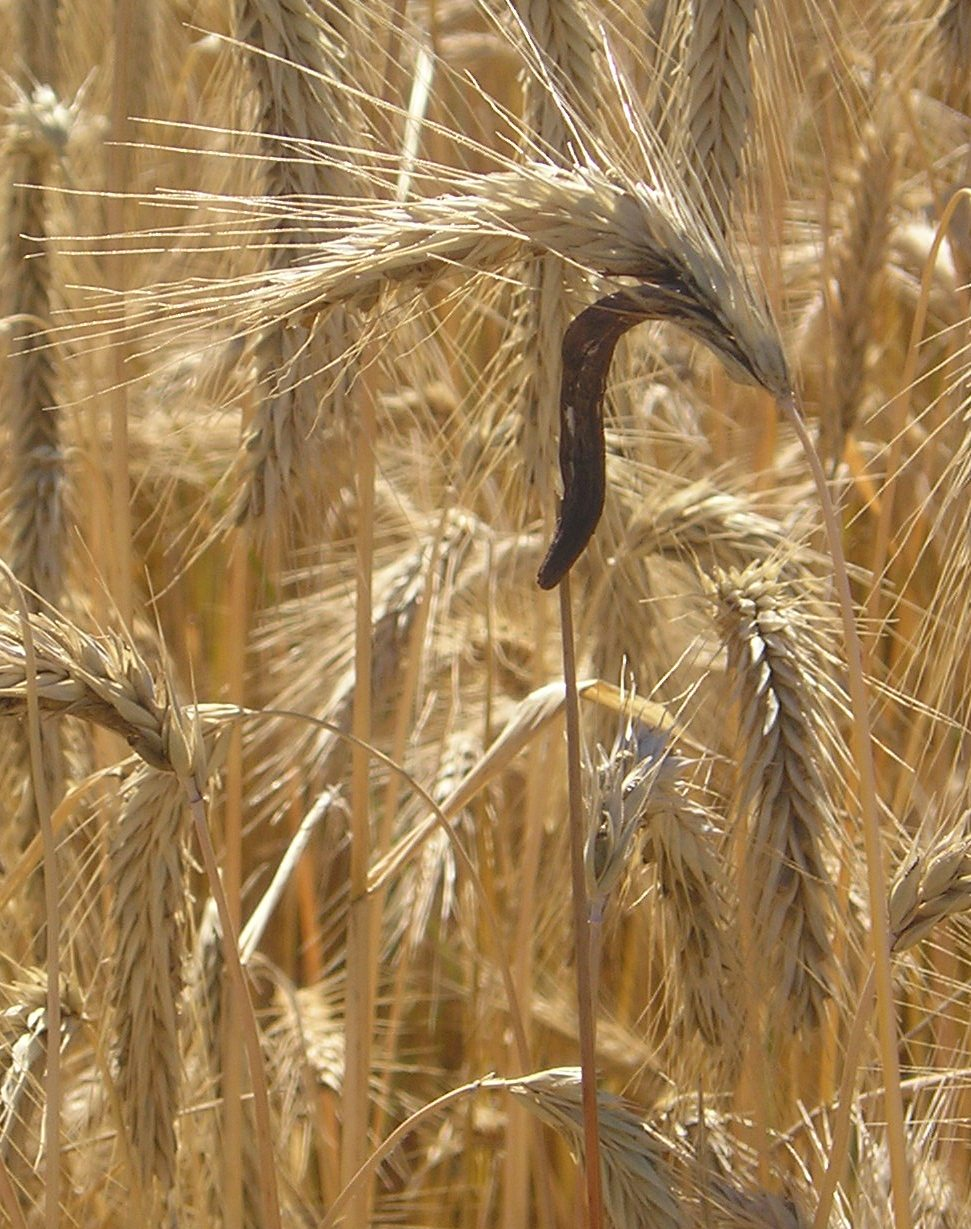
Sclérote de l'ergot (Claviceps purpurea)
sur seigle (Secale cereale)

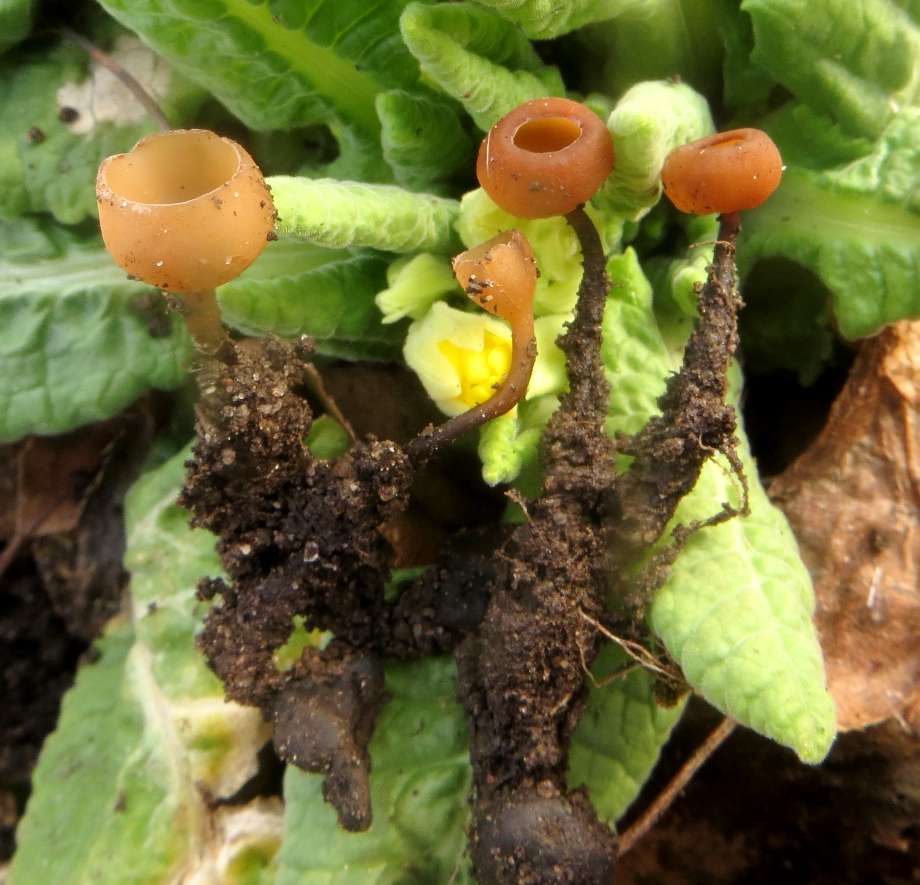
Le parasite de l'Anémone sylvie, Dumontinia tuberosa et son sclérote formé autour d'un vieux rhizome de la plante.

Le sclérote est la forme de conservation hivernale de certains champignons et des myxomycètes. Il est formé de mycélium compact. Souvent on peut distinguer une couche externe pigmentée, le cortex, entourant un pseudoparenchyme, la medulla, contenant des réserves nutritives. Quand cette structure différenciée n'existe pas on parlera plutôt de pseudosclérote.
Des champignons appartenant à des familles très diverses peuvent présenter une phase de sclérote, par exemple : Sclerotinia sclerotiorum, Dumontinia tuberosa, Botrytis cinerea, Claviceps purpurea, Polyporus tuberaster, Polyporus umbellatus, Sclerotium rolfsii ou Ciborinia camelliae. Monilinia vaccinii-corymbosi produit des pseudosclérotes. 
Le sclérote des Lignosus est utilisé en ethnomédecine.

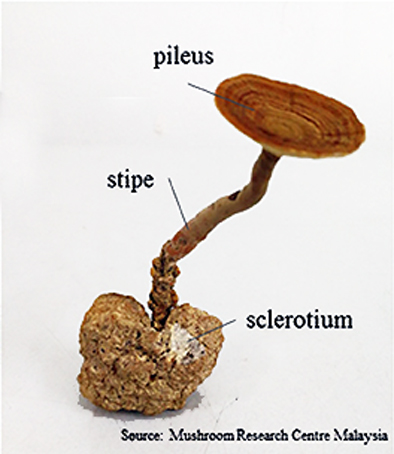
Sclérote en forme de truffe de Lignosus rhinocerotis

Les myxomycètes longtemps assimilés à tort aux champignons, tels que le Physarum polycephalum plus connu sous le nom vernaculaire de blob, peuvent aussi passer sous forme de sclérote.

## Germination
À la sortie d'hiver le sclérote germe, c'est-à-dire qu'il produit soit du mycélium, soit des spores. Pour que cette réactivation soit possible, il faut que la température et l'humidité soient favorables mais d'autres conditions peuvent être nécessaires, comme un signal de la plante hôte du parasite ou une vernalisation.